# Храм Казанской иконы Божией Матери (Хмелита)
Храм Казанской иконы Божией Матери — православный храм в селе Хмелита Вяземского района Смоленской области. Входит в состав Вяземского благочиния Вяземской епархии Русской Православной Церкви.

## История
В 1759—1767 годах в честь Казанской иконы Богоматери построена каменная церковь с главным алтарем и двумя приделами: южный — во имя усекновения главы пророка, Предтечи и Крестителя Господня Иоанна, северный — во имя святителя Николая Чудотворца.
Внутри храм был богато украшен. Над Казанским престолом возведен деревянный балдахин на четырёх столбах, украшенный резьбой и росписью. Навес был дополнен шатром и увенчан короной с крестом. За престолом был резной крест с распятием Иисуса Христа и грядущей Богородицы и Иоанна Богослова. Иконостас храма был деревянным, четырёхэтажным.
Казанская церковь была не только центром прихода, объединявшего до 1795 года 32 деревни, а затем 23, но и домовой церковью Грибоедовых, что подтверждается пожертвованиями всей семьи. В часовне Иоанна Крестителя был устроен семейный некрополь, где похоронены Федор Алексеевич и Алексей Федорович Грибоедовы и сын князя Паскевича, молодой Михаил.
Некоторые иконы этого храма почитались как чудотворные: икона Казанской Божьей Матери (по преданию, хранилась в древнем храме), лик её «изображен крупными мазками на холсте, приклеенном к дереву»; икона «Древнее письмо» Смоленской Божией Матери до 1833 г. находилась в доме помещиков Грибоедовых, была перенесена после смерти Алексея Федоровича и помещена в часовню Иоанна Крестителя; икона Божией Матери «В поисках заблудшего» («Помимо древности письма» примечательно ещё и то, что «Младенец Иисус, поддерживаемый левой рукой Богоматери, изображен обнаженным»); икона св. Николая, «почитаемая в народе как чудотворная, и в предыдущие годы, как говорится, к ней был большой сбор паломников, но почему это прекратилось, неизвестно».
С 1715 года до конца XIX века в Казанской церкви хранился «серебряный позолоченный крест без ручки с частицами святых мощей», подаренный прадедом автора «Горе от ума» Иваном Игнатьевичем Аргамаковым.
Смоленские архипастыри неоднократно совершали здесь богослужения. .
После Октябрьской революции 1917 года село Хмелита, имение, а вместе с ними и храм претерпели значительные изменения. Среди испытаний, выпавших на долю храма, наверное, самым тяжелым было его разрушение в период воинствующего атеизма.
В 1937 году церковь закрыли, а внутри устроили клуб. Могилы Ф. А. Грибоедова, А. Ф. Грибоедова и других благотворителей уничтожили. Во время Великой Отечественной войны жители села укрывались от бомбардировок за кирпичными стенами.
При отступлении в 1943 году немцы взорвали колокольню, затем трапезную и алтарь местные жители разобрали на кирпичи, до 1970-х годов сохранилась только центральная часть церкви, в которой размещалась ремонтная мастерская.
В 1982—1992 годах церковь была отреставрирована, в 1992 возвращена верующим, в 2000-х восстановлена колокольня. В церковь перевезен из костромского села Солтаново, некогда принадлежавшего матери Грибоедова, деревянный резной четырёхъярусный иконостас.

## Духовенство
- Настоятель храма — священник Андрей Константинов[4]

## Престольные праздники
- Казанской иконы Божией Матери — Июль 21 [по н.с.] (Явление иконы Пресвятой Богородицы во граде Казани), Ноябрь 4 [по н.с.] (избавление Москвы и всей России от нашествия поляков в 1612 году)[4]